# Pristipomoides aquilonaris
Pristipomoides aquilonaris är en fiskart som först beskrevs av Goode och Bean, 1896.  Pristipomoides aquilonaris ingår i släktet Pristipomoides och familjen Lutjanidae. Inga underarter finns listade i Catalogue of Life.